# Komitat Zala
Komitat Zala (węg. Zala vármegye) – komitat na zachodzie Węgier, nad granicą z Chorwacją i ze Słowenią.
Komitat Zala leży na Wschodnim Przedgórzu Alp. Obejmuje wzgórza Göcsej, Zalai i Keszthelyi. Główną rzeką części północnej jest Zala, południowej – Mura z dopływami Kerka i Cserta. Powierzchnia komitatu jest pagórkowata.
Komitat Zala powstał w XI wieku. Po traktacie w Trianon oderwano od niego południowo-zachodni pas (Prekmurje i Medimurje), który przyłączono do Jugosławii. W 1950 tereny na północ od Balatonu przyłączono do komitatu Veszprém.

## Podział administracyjny
Komitat dzieli się na 6 powiatów:
- Keszthely
- Lenti
- Letenye
- Nagykanizsa
- Zalaegerszeg
- Zalaszentgrót[1]

### Miasta komitatu
Miasta komitatu (liczba mieszkańców według spisu z 2001):
- Zalaegerszeg: 61 654
- Nagykanizsa: 52 106
- Keszthely: 22 388
- Lenti: 8495
- Zalaszentgrót: 7876
- Letenye: 4545
- Hévíz: 4310
- Zalalövő: 3236
- Zalakaros: 1345